# Kabinett Drake VIII
Das Kabinett Drake war die Landesregierung des Landes Lippe nach 1945 bis zum Beitritt Lippes zu Nordrhein-Westfalen im Februar 1947.
Heinrich Drake stand bereits als Vorsitzender des Landespräsidiums vor 1933 an der Spitze mehrerer Regierungen des Landes, siehe dazu Liste der Mitglieder der Landespräsidien (Freistaat Lippe). Er war 1945/1946 gleichzeitig Ministerpräsident von Schaumburg-Lippe. Für sein dortiges Kabinett, siehe Kabinett Drake-Bövers.
| Kabinett Drake – Mai 1945 – 21. Januar 1947 \| Amt \| Name \| Partei \| \| ----------------- \| -------------- \| --------- \| \| Ministerpräsident \| Heinrich Drake \| parteilos \| \| Finanzen \| Konrad Petri \| parteilos \| |                |           |
| Amt | Name           | Partei    |
| Ministerpräsident | Heinrich Drake | parteilos |
| Finanzen | Konrad Petri   | parteilos |

Koordinaten: 51° 56′ 12,4″ N, 8° 52′ 20,5″ O